# Muhammadqodir Hamroliyev
Muhammadqodir Hamroliyev (Fergana, 6 luglio 2001) è un calciatore uzbeko, di ruolo difensore.

## Palmarès

### Club

#### Competizioni nazionali
- Campionato uzbeko: 1

Paxtakor: 2023